# Сказка о Мальчише-Кибальчише (фильм)
«Ска́зка о Мальчи́ше-Кибальчи́ше» — детский полнометражный художественный фильм 1964 года производства Киностудии им. Александра Довженко (УССР), снятый режиссёром Евгением Шерстобитовым по сказке Аркадия Гайдара «Сказка о Военной тайне, о Мальчише-Кибальчише и его твёрдом слове».

## Сюжет
Фильм начинается с авторского посвящения: «Киностудия им. Александра Довженко октябрятам и пионерам страны советской показывает».
С первых кадров фильма начинает повествование голос за кадром: «В те дальние-дальние годы, только что отгремела по всей стране война. Далеко прогнала в ту пору Красная Армия белые войска проклятых буржуинов. Совсем хорошая жизнь настала…».
В то время, когда мальчиши играют в Палочку-выручалочку, на их земле появляется шпион-диверсант 518, подосланный буржуинами. Он тут же находит себе среди мальчишей помощника — жадного, обжорливого, трусливого и завистливого Мальчиша-Плохиша, которому предлагает «записаться в буржуинство».
Агент 518 безуспешно пытается узнать у Мальчиша-Плохиша Тайну против буржуинов, а в это время прискакавший на землю мальчишей Гонец известил о беде: «…Пришла беда, откуда не ждали. Напал на нас из-за Чёрных Гор проклятый Буржуин. Опять уже рвутся снаряды, опять уже свистят пули. Бьются с буржуинами наши передовые отряды. И мчатся гонцы звать на помощь далёкую Красную Армию…»
На призыв Гонца на фронт уходят отцы мальчишей. В это время на земле мальчишей начинают «твориться нехорошие дела»: «кто-то камни под косы бросает, кто-то палки в колеса вставляет». «Шалить стала нечистая сила».
Буржуины пытаются узнать про то, какая тайна есть в Советском государстве. Эту тайну знают даже малые дети, но никогда её никому не скажут. Победив отцов и братьев, буржуины с трудом справляются с мальчишами, которых ведет Мальчиш-Кибальчиш, и которых предаёт Мальчиш-Плохиш.
Комментатор официального сайта Московской Школы фотографии и мультимедиа имени А. Родченко, фотограф Екатерина Помелова, пишет: «По сюжету, в молодую Страну Советов пробирается буржуинский шпион, соблазняющий слабовольного сладкоежку Мальчиша Плохиша медовым пряником и вареньем, взамен которых Плохиш чинит саботаж и вредительство. Но внутренний враг дополняется внешним, армия буржуинов, ведомая странными мелодиями волшебного граммофона, подло вторгается в Страну Советов, и отважные сельские мальчиши во главе с Кибальчишем принимают бой».

## В ролях
| Актёр            | Роль                                                                                          |
| ---------------- | --------------------------------------------------------------------------------------------- |
| Сергей Остапенко | Мальчиш-Кибальчиш                                                                             |
| Сергей Тихонов   | Мальчиш-Плохиш                                                                                |
| Анатолий Юрченко | Гонец, также играет роль офицера-ординарца главного генерала буржуинов                        |
| Сергей Мартинсон | 518 (Пятьсот восемнадцатый) — агент-лазутчик буржуинов, прозванный жителями деревни «Дядиной» |
| Леонид Галлис    | Главный Буржуин                                                                               |
| Дмитрий Капка    | Главный Генерал                                                                               |
| Рафик Сабиров    |                                                                                               |
| Шурик Харитонов  |                                                                                               |
| Володя Квятко    |                                                                                               |
| Вася Талько      |                                                                                               |
| Коля Костенко    |                                                                                               |
| Юра Кузнецов     |                                                                                               |
| Юрий Лавров      | буржуинский офицер                                                                            |
| Пётр Соболевский | буржуинский офицер                                                                            |

### В эпизодах
| Актёр                 | Роль                                             |
| --------------------- | ------------------------------------------------ |
| Пётр Кирюткин         | дед                                              |
| Альфред Шестопалов    | отец Мальчиша                                    |
| Владимир Кисленко     | старший брат Мальчиша                            |
| Сергей Сибель         | буржуинский солдат и офицер                      |
| Александр Толстых     | буржуин, буржуинский офицер и буржуинский солдат |
| Витольд Янпавлис      | буржуинский офицер и солдат                      |
| Лев Перфилов          | офицер, секретарь, ординарец буржуинов           |
| Виктор Полищук        |                                                  |
| Анатолий Гриневич     |                                                  |
| Виталиюс Пуоджюкайтис |                                                  |

### Нет в титрах
| Актёр              | Роль               |
| ------------------ | ------------------ |
| Герман Апитин      |                    |
| Иван Матвеев       | буржуин во дворце  |
| Владимир Василенко | Удальчиш           |
| Лев Олевский       | буржуин во дворце  |
| Николай Пишванов   | буржуинский офицер |
| Николай Панасьев   | буржуинский офицер |

## Создатели картины
- Сценарий и постановка — Евгений Шерстобитов
- Директор фильма — Алексей Ярмольский[4]
- Оператор — Михаил Беликов
- Художник — Валерий Новаков
- Композиторы — Владимир Рубин, Азон Фаттах

## Производство
Режиссёр Евгений Шерстобитов в одном из интервью рассказал, что он взялся экранизировать произведение Аркадия Гайдара «из-за личности самого писателя»: «Вспоминая высказывание Суворова „Возьми себе за пример героя, стремись догнать его, догони его, обгони его, и слава тебе…“, я думал об Аркадии Гайдаре».
На роль Мальчиша-Плохиша был приглашён юный актёр Серёжа Тихонов, который был знаком режиссёру по роли Джонни Дорсета в новелле «Вождь краснокожих» в фильме-трилогии Леонида Гайдая «Деловые люди». Евгений Шерстобитов, наблюдавший съёмки с Тихоновым, сказал тогда своему помощнику: «Лучшего Плохиша нам не найти». В одном из интервью режиссёр отозвался об актёре: «…не надо быть режиссёром, чтобы увидеть, каким редким актёрским даром обладал этот ребёнок».
Артист Сергей Мартинсон сомневался, стоит ли ему играть в фильме, но когда познакомился с Серёжей Тихоновым и разыграл с ним этюд со словами «Пряник медовый дашь? …А два дашь? …А теперь халву давай, да побольше, а то не скажу…», — согласился.
Тихонов, как и сыгранный им Плохиш, был сладкоежкой и отличался отменным аппетитом. По воспоминаниям Евгения Шерстобитова, на площадке то и дело заканчивались печенье, сгущенка, халва и другие сладости, которые "Плохиш" уплетал не только во время дублей, но и в перерывах между ними.
Киевлянин Сережа Остапенко и в жизни был настоящим Кибальчишом, положительным героем и примером для подражания – он хорошо учился, занимался музыкой и осваивал игру на фортепиано, был отличником и послушным «книжным» мальчиком. На тот момент ему было 11 лет, а свою первую кинороль он сыграл еще в 6 лет: в фильме «Военная тайна» по одноименной повести Аркадия Гайдара ему достался образ главного героя, Альки Ганина. Он уже был настоящим гайдаровским героем, поэтому у Шерстобитова не было никаких сомнений в том, что мальчик справится с ролью Кибальчиша.
Фильм был снят за 2,5 месяца (по другой версии — за 3 месяца). Баррикады, где разворачивались бои, были выстроены под крымским курортным городом Судаком. Съёмочная группа жила в палатках на территории близлежащего пионерского лагеря. К съёмкам привлекались судакские школьники 9—14 лет. Юных актёров, игравших мальчишей, к схваткам с буржуинами готовили тренеры по самбо. Актёр Шурик Харитонов (самый маленький из мальчишей-малышей) на просьбу режиссёра «быть с дядей поосторожней» сказал: «А зачем они на нашу страну напали?».
Артист Леонид Галлис, сыгравший Главного Буржуина, иронизируя над собой, предложил соорудить у себя на лице большую бородавку.
Эпизод атаки Буржуинского войска на Мальчишей — пародия на «психическую атаку» из фильма «Чапаев». Подобно братьям Васильевым, режиссёр Шерстобитов сам встал в строй буржуинских солдат.
В перерывах между съёмками заводилой в лагере был Тихонов: он уводил ребят купаться, устраивал разные розыгрыши.

## Прокат
Фильм посмотрели 14,5 млн зрителей.

## Критика и оценки
- Фильм, наравне с другими экранизированными произведениями Аркадия Гайдара («Клятва Тимура», «Дым в лесу», «Чук и Гек», «Военная тайна», «Судьба барабанщика», «Школа мужества») относился к числу лучших советских детских фильмов[10], которые на советском телевидении практически не сходили с экрана[11].

- «Советский экран» писал:«Сказка…» «отмечена неистощимой выдумкой и блеском режиссерской фантазии. Патетика плаката сочетается здесь с лиризмом и поэзией. Дети с удовольствием будет смотреть лихие бои мальчишей с буржуинами, ненавидеть Мальчиша-плохиша и сочувствовать Кибальчишу. Пожалуй, в упрек авторам можно поставить лишь растянутость фильма. Об этом сожалеешь, несмотря на удачное цветовое и музыкальное решение картины, хорошего исполнителя главной роли. В целом это увлекательный, удачный фильм. Можно сказать, что детям в этом месяце, в общем повезло, так … сделанная для них картина отвечает самому пылкому ребячьему воображению». Медведева Г. Репертуар: свет и тени // Советский экран. 1965. № 17. С. 4-5.

- По мнению киноведа Ивана Корниенко, «лента бесспорно удачная, хотя и не во всем совершенная. Режиссер сумел перенести на экран гайдаровскую светлую романтику, его мечту о прекрасном завтрашнем дне, ради которого умирают герои, и расцветил фильм юмором. Юные зрители горячо сопереживали смелому Мальчишу, возмущались Плохишем, смеялись над тупыми, безобразными, звероподобными врагами. Особенно удались режиссеру сцена смерти героя и финал»  Корниенко И.С. Киноискусство Советской Украины. Страницы истории. М.: Искусство, 1975. С. 184

- С точки зрения советской педагогики фильм «с разных сторон, разными способами» формировал «представление об истории, революции, подвиге»[11]. В постсоветский период отдельные сюжеты фильма стали предметом критического анализа. В частности, автор статьи «Товарищ Мальчиш» Елена Рыбакова[12], анализируя творчество Аркадия Гайдара, высказывает следующее замечание: «…в фильме „Сказка о Мальчише-Кибальчише“, снятом на киевской киностудии в 1964 году, белогвардейская армия, на мундирах которой угадываются следы свастики, поголовно одета в коротенькие шортики; атрибут детского мира последовательно переносится с классового врага на врага государства».

- Ряд современных публикаций, главным образом исходящих от левопатриотических авторов, обращают внимание на то, что данный фильм Шерстобитова в постсоветской России попал в число забытых кинокартин[13]. А по мнению писателя Ф. И. Раззакова, «фильм в капиталистической России попал в разряд запрещённых — его не показывают по телевидению, не вспоминают в прессе. Что вполне объяснимо: эта, с виду невинная детская сказка, на самом деле является одним из талантливейших произведений, обличающих новоявленных российских буржуинов. Один Мальчиш-Плохиш чего стоит — в его образе можно лицезреть всех нынешних продажных деятелей, которые за „медовый пряник“ и орден предателя первой степени готовы отречься от кого угодно: от собственных родителей, товарищей и родного Отечества.»[14]

- Фотограф Екатерина Помелова пишет: «Мощнейшее цветовое решение серии отсылает нас к плакатной эстетике 1920-х, к таким выдающимся авангардным художникам как Эль Лисицкий или Родченко. Красочная феерия всех визуализаций сказки фокусируется на производстве всего двух образов — образа доблестного героя и образа абсолютного врага. Так Сказка о Мальчише-Кибальчише для нас является прекрасным примером механизма выстраивания детского отношения к тем или иным персонажам — носителям идеологии»[2].

- Киновед Александр Федоров резюмирует: «А что касается зрителей, то многие из них и сейчас вспоминают «Сказку о Мальчише-Кибальчише» с ностальгией по пионерскому детству…»[15]

## Песни и музыка к фильму
Музыку к фильму исполняет Оркестр Украинского радио; дирижёр Вадим Гнедаш.
В фильме использованы песни:
- «Было время грозовое» (музыка А. Фаттаха, слова В. Коркина).
- «Смело мы в бой пойдём» (красноармейский вариант).

## Награды
- 1965 — Приз ЦК ЛКСМ Украины — лучшему фильму для молодёжи;
- 1965 — Диплом Евгению Шерстобитову за лучшую режиссёрскую работу на кинофестивале детских и юношеских фильмов в Харькове;
- 1966 — Премия ЦК ЛКСМ Украины за 1966 год присуждена автору сценария и режиссёру Евгению Шерстобитову;
- 1966 — Специальный диплом Евгению Шерстобитову за верность детской теме в кино — на кинофестивале детских и юношеских фильмов в Одессе.

## Интересные факты
- Картина Шерстобитова — вторая экранизация "Сказки о Мальчише-Кибальчише". В 1958 году Александрой Снежко-Блоцкой была поставлена анимационная лента по этому произведению.
- Одним из консультантов фильма был Герой Советского Союза кавалерист Н. С. Осликовский.
- Для артиста Дмитрия Капки роль буржуинского генерала в фильме стала сотой[16].
- Сыну Аркадия Гайдара, контр-адмиралу Тимуру Гайдару, с которым был знаком режиссёр, фильм сначала не понравился. Сын писателя был против экранизации сказки. Однако после посещения премьеры фильма, на которой он увидел реакцию зрителей, его мнение поменялось.[5]
- Образы героев фильма использовались режиссёром Шерстобитовым для характеристики событий и ключевых политиков периода реформ в России в 90-х годах XX века. Так, режиссёр в одном из своих интервью отметил: «Разве мог представить писатель, поднимая бойцов в атаку в 1941-м, что его внук в 1992-м сделает всё, чтобы перечеркнуть подвиг деда, обессмыслить его? Время показало, что восторжествовали Буржуины, а главный Плохиш, на мой взгляд, — внук Аркадия Гайдара, Егор Гайдар»[17]. В другом интервью режиссёр также дополнил: «Когда Егора поставили у власти, наступило как раз то время, которого очень долго ждали „плохиши“ всей страны: люди освободили себя от ответственности за свои дела. Жаль, что Тимур не смог передать своему сыну то хорошее, чему он научился у отца»[5].